# Cerkiew Wniebowstąpienia Pańskiego w Klejnikach
Cerkiew pod wezwaniem Wniebowstąpienia Pańskiego – prawosławna cerkiew parafialna w Klejnikach. Należy do dekanatu Narew diecezji warszawsko-bielskiej Polskiego Autokefalicznego Kościoła Prawosławnego.
Pierwszą cerkiew pod wezwaniem Wniebowstąpienia Pańskiego w Klejnikach wzniesiono w 1792. Była to drewniana świątynia, którą w 1864 przeniesiono do pobliskich Koźlików, gdzie po dziś dzień – pod wezwaniem św. Mikołaja – służy jako cerkiew filialna. Na miejscu przeniesionej świątyni zbudowano w 1883 kolejną cerkiew (również z drewna), która spłonęła w 1973. W tym samym miejscu w latach 1974–1988 wzniesiono obecną, murowaną cerkiew, według projektu Ireny Małafiejew (wnętrze oraz witraże zaprojektował Adam Stalony-Dobrzański). Ołtarz z kamienia polnego wykonali okoliczni mieszkańcy. Ikonostas jest dziełem snycerza Jana Płońskiego z Falenicy. Ikony napisał grecki artysta Sotyrys Pantopulos, natomiast polichromie zostały wykonane przez Bułgara Asana Gicowa z Sofii. Kamienny mur wokół cerkwi pochodzi z końca XIX w.; w 2014 został odremontowany.

## Galeria

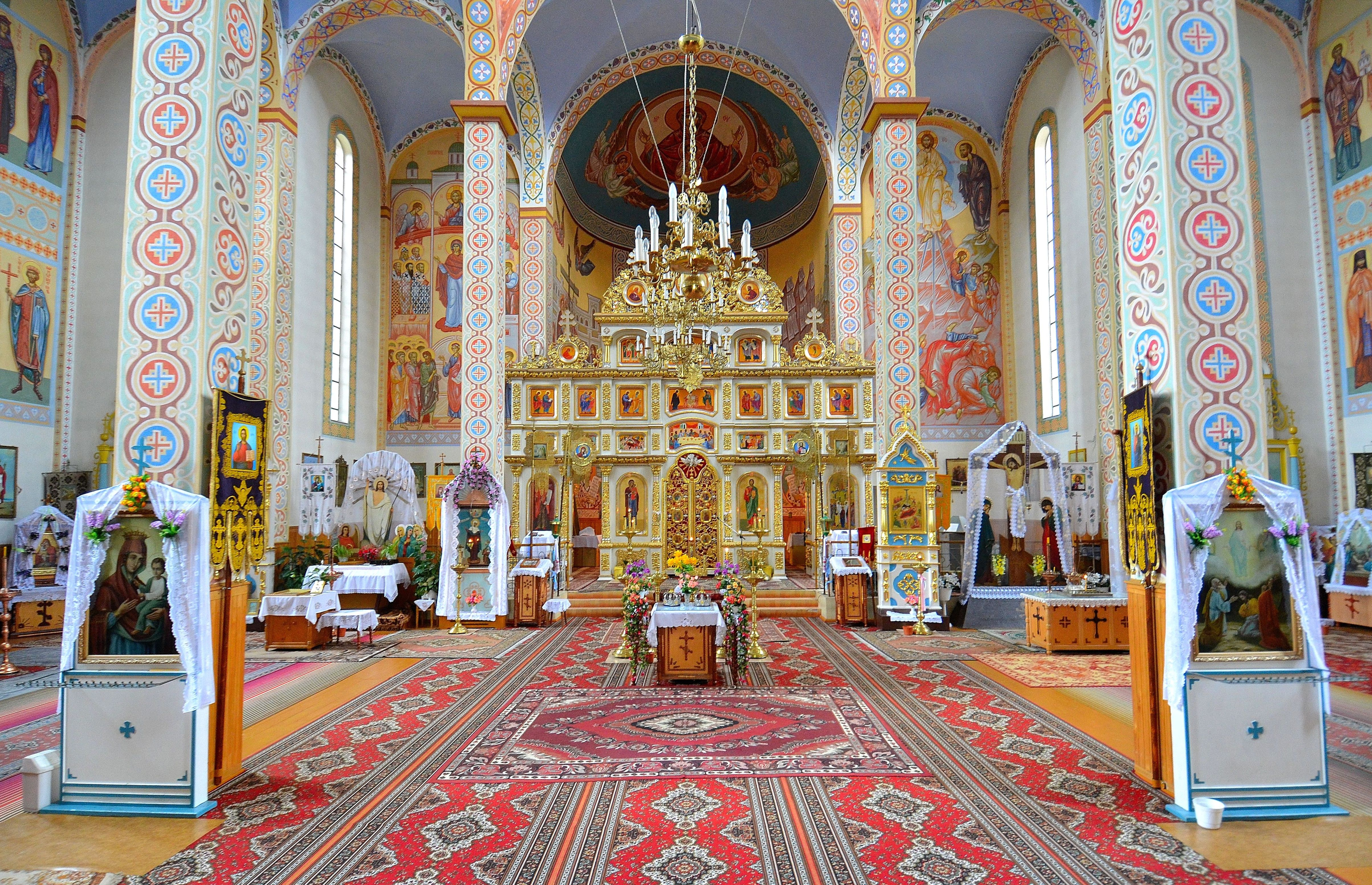
Wnętrze cerkwi
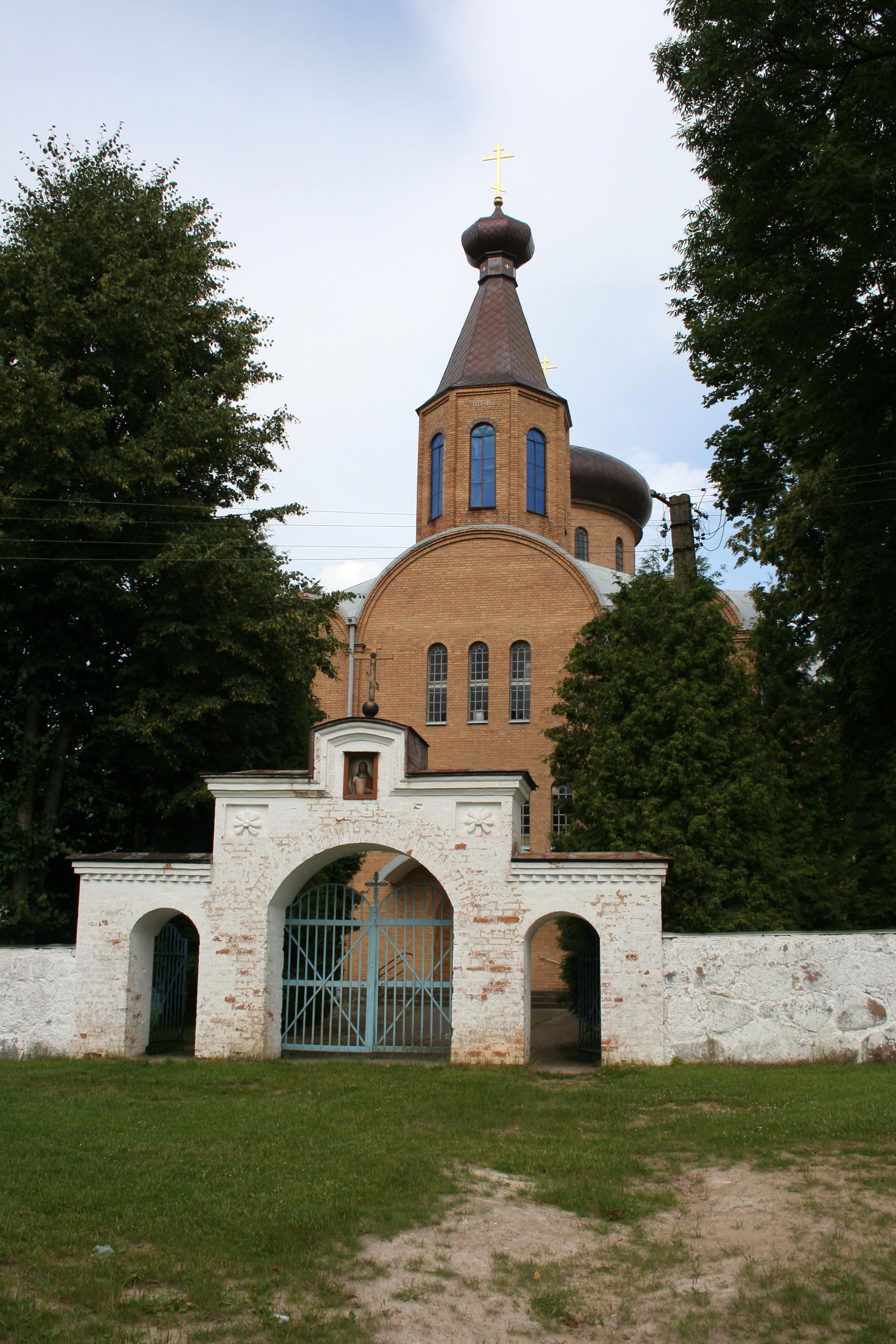
Cerkiew, na pierwszym planie fragment XIX-wiecznego muru z bramą wjazdową
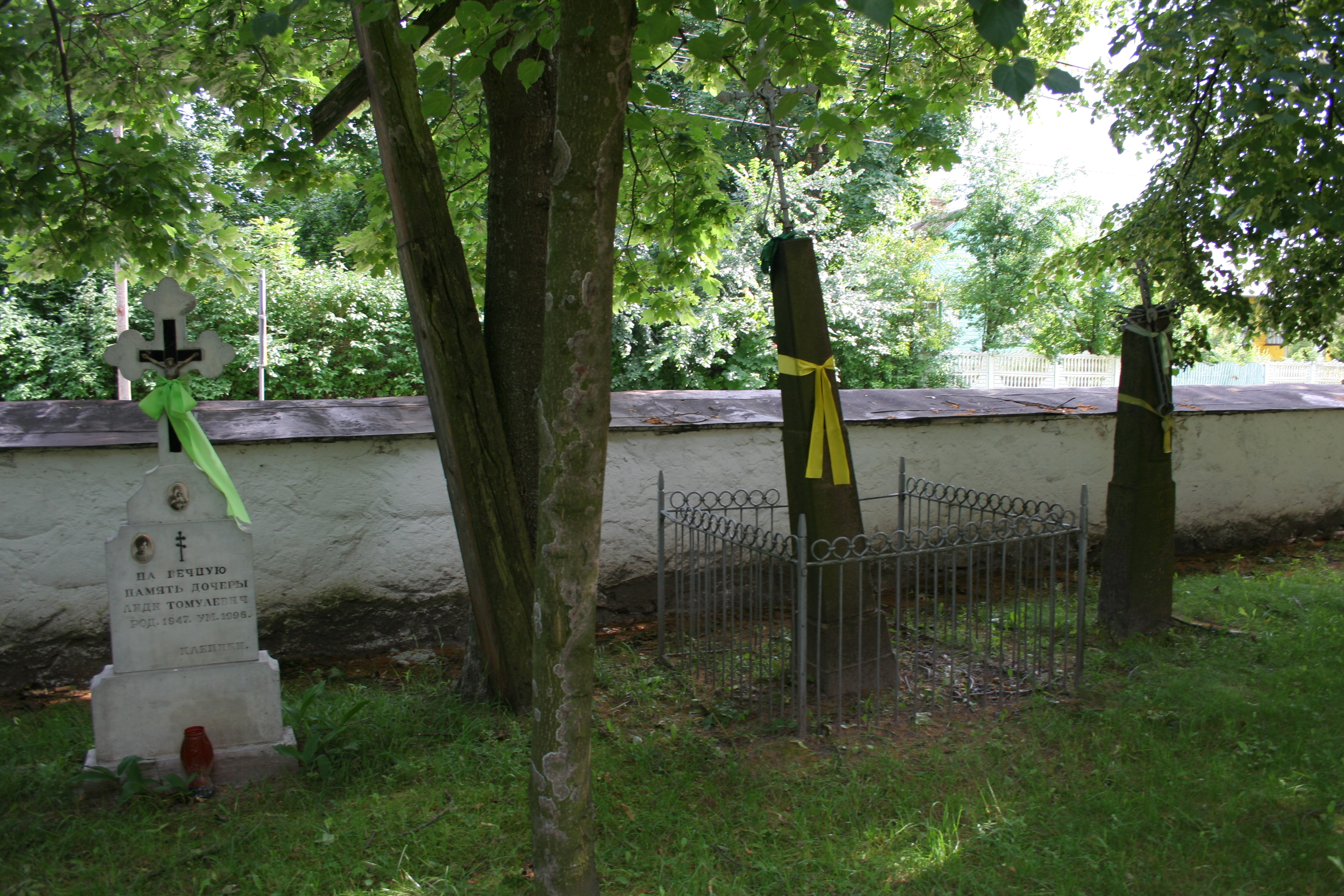
Nagrobki przy cerkwi
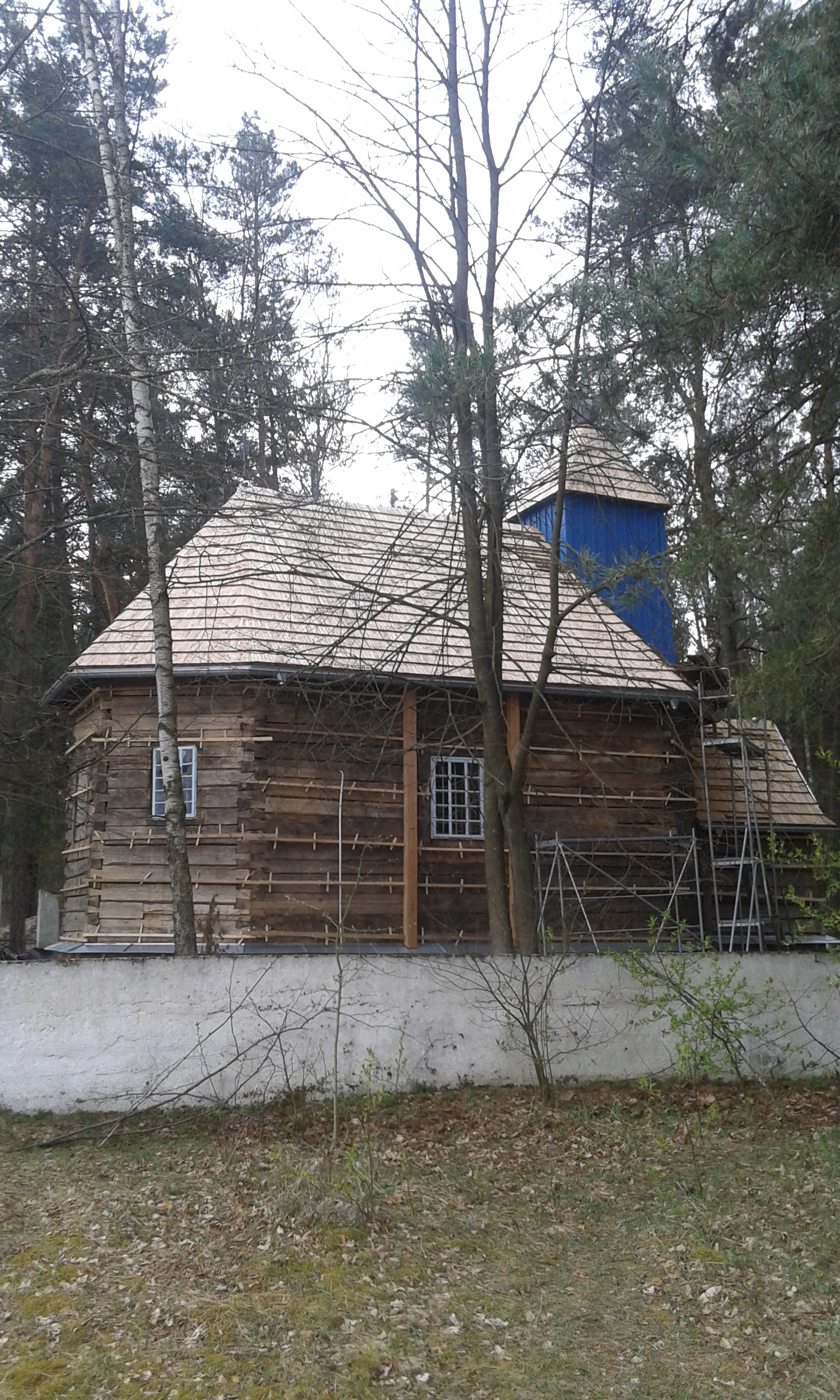
Przeniesiona z Klejnik cerkiew św. Mikołaja w Koźlikach